# Marigot Harbour
Marigot Harbour är en vik i Saint Lucia. Den ligger i kvarteret Castries, i den nordvästra delen av landet.